# José Antonio Cecchini Estrada
José Antonio Cecchini Estrada (Oviedo, España; 8 de octubre de 1955) es un deportista olímpico (judo, Moscú 1980) que ha ganado dos campeonatos del mundo de sambo (1979 y 1981) y que en la actualidad ejerce como Catedrático de Universidad en Ciencias del Deporte (Universidad de Oviedo)

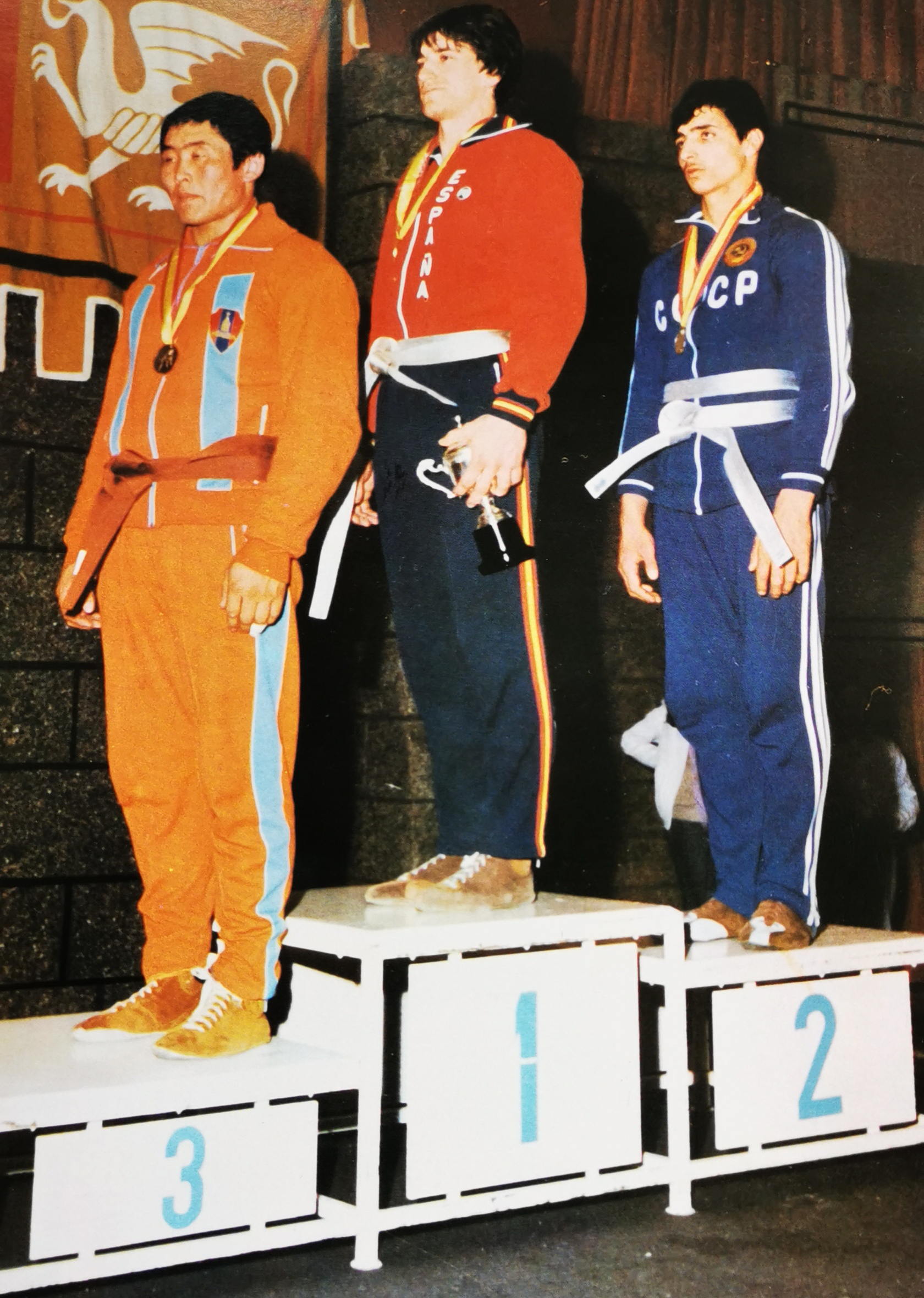
Campeonato del Mundo de Sambo 1981

## Biografía

### Actividad deportiva
José Antonio es el quinto de seis hermanos de una familia de deportistas. En la actualidad hay un polideportivo municipal (Oviedo), que lleva su nombre. «Yo soy deportista porque nací en esta familia de deportistas, si hubiese nacido en otra distinta, seguramente sería otra cosa»
. En edad infantil practicó la gimnasia deportiva, el fútbol, el voleibol y a los 14 años se inició en las artes marciales llegando a formar parte del equipo español en cuatro modalidades de lucha: libre olímpica, grecorromana, judo y sambo, siendo esta última en la que cosechó los mayores éxitos. En el año 1977 se proclama campeón de la Copa del Mundo de Sambo tras vencer en la final al Campeón de Europa Serguei Avdomin (URSS) Dos años después consigue alzarse con el título de Campeón del Mundo de Sambo al derrotar en la final al también campeón de Europa de sambo y judo, y subcampeón del mundo de judo Georghi Petrov (Bulgaria)  En el año 1981 revalidaría este título al vencer en la final al sambista Ramazanov Magomed (URSS, Campeón de Europa y del Mundo). Entre sus triunfos internacionales destacan los títulos conseguidos en la URSS en los que participaban sambistas de todas las repúblicas soviéticas: Bakú (1979) y Moscú (1982). La última competición en la que también consigue la medalla de oro fue la del Master Mundial de Sambo 1982.
En el libro и дружбой сильны Богатыри, escrito por Дымов Ян (1983), y en el que se recoge la “historia de los luchadores más fuertes del mundo”, entre los que se incluye a José Antonio Cecchini, se puede leer un comentario del entrenador en jefe del equipo nacional de la URSS, S. Ionov, en el que dice lo siguiente: “Antes, todos los españoles corrían hacia el tapiz, en el que luchaba Alexander Pushnitsa. Ahora todos nos instalamos cerca del tapiz en el que entra a luchar José Cecchini. De este chico tenemos mucho que aprender”. En el año 2018 la Federación Internacional de Sambo (FIAS) homenajeó a José Antonio Cecchini Estrada, aprovechando la celebración de los campeonatos del Mundo en Bucarest (Rumanía), en reconocimiento a su brillante historial deportivo y a su labor de promoción del sambo a nivel internacional.
En judo participó en los campeonatos del Mundo celebrados en París (1979) llegando hasta las semifinales en las que se enfrentó al yudoca francés Michel Sanchís. Acudió a los Juegos Olímpicos de Moscú (1980) y en el primer combate se enfrentó al cabeza de serie, Michel Sanchís al que, en esta ocasión, venció, pero salió del tatami con una fuerte distensión en el hombro, de la que no pudo recuperarse antes de enfrentarse en segunda ronda al yugoslavo Slavko Ovadov, que venció a un mermado Cecchini.
A lo largo de su carrera recibió importantes premios y reconocimientos. Entre ellos cabe destacar la medalla de oro y la banda de honor de la entonces Federación Internacional de Lucha Amateur (FILA), desde el 2014 United World Wrestling (UWW). El Premio Nacional del deporte “, Trofeo Antonio Victory” (1981), para realzar el gesto de nobleza deportiva más destacado (Consejo Superior del Deporte de España). En tres ocasiones recibió el AS de oro, que concede el diario AS a los deportistas españoles en sus categorías de oro, plata y bronce. También fue reconocido en su tierra con el título de “Asturiano del año”, que le otorgó el Diario La Nueva España, en el año 1979.

### Actividad académica
Una vez finalizada su carrera como deportista en activo, José Antonio accede a una plaza de profesor en la Universidad de Oviedo (01-01-1984). En el año 1996 es nombrado Director del Servicio de Deporte y, estando al frente del deporte universitario, el Consejo Superior de Deportes concede a la Universidad de Oviedo el Premio Nacional de Deporte “Joaquín Blume” en reconocimiento al centro escolar o universitario que más se ha distinguido en la promoción del deporte (1997). Años después (2008), es nombrado Vicerrector de Extensión Universitaria, Cultura y Deporte, creando el Centro de Estudios Olímpicos, y accede al cuerpo de Catedráticos de Universidad.Su labor docente la ejerce desde el Departamento de Ciencias de la Educación. En el año crea el grupo de investigación EDAFIDES (Educación, Actividad Física, Deporte y Salud), generando una labor investigadora de prestigio nacional e internacional reconocida por la ANECA (Agencia Nacional de Evaluación de la Calidad y Acreditación). A lo largo de estos años ha participado en la publicación de 280 trabajos de investigación científica, con un puntaje de interés de investigación superior al 99 % de los miembros de ResearchGate, en su área de conocimiento. Su índice h es de 22 (JCR, WOS, ResearcherID: F-3881-2016), 31 (ResearchGate), y 42 (Google académico). Entre sus investigaciones cabe destacar los estudios sobre: a) la relación entre Deporte y educación en valores, b) las repercusiones del aprendizaje cooperativo sobre diferentes variables formativas, c) las incidencias del TARGET de Epstein (1989) en diferentes contextos, y d) los niveles y repercusiones de la actividad física en tiempos del COVID. En el Curso Académico 2015-16 lee la lección inaugural de la Universidad de Oviedo que lleva por título ”El deporte y la educación en valores”  En el año 2006 es llamado por el Senado Español para presentar una ponencia ante la Comisión especial de estudio para erradicar el racismo y la xenofobia del deporte español.